# Khôi phục giang sơn
Khôi phục giang sơn (tiếng Trung: 天子尋龍) là một bộ phim truyền hình Hồng Kông 2003 do TVB sản xuất. Với độ dài 20 tập, phim hư cấu bối cảnh phục quốc nhà Đường của Đường Trung Tông.

## Nội dung
Tiên nữ Bích Dao được giao nhiệm vụ lau viên Định Quốc Long Châu trấn hưng nhà Đường nhưng sơ ý làm rơi khỏi miệng rồng khiến triều đại bị thay đổi. Cô bị phạt nhốt trong viên Long Châu cho đến hai mươi năm sau được giọt máu chân mệnh thiên tử tên Cao Nhị của nhà Đường giải cứu. Võ Tắc Thiên lúc này vi hành dân gian bắt gặp được chàng trai, sau nhiều lần trò chuyện thấy hợp ý. Về sau, Võ Tắc Thiên cảm thấy ân hận về những việc làm năm xưa của mình nên đã đón rước về cung, phục hồi danh phận như xưa nhưng vị quốc sư trong triều bấy giờ là yêu quái đã bắt giam Võ Tắc Thiên thật trong mật thất rồi giả dạng nhằm qua mặt Cao Nhị và văn võ bá quan trong triều. Cao Nhị và Cao Lực Sĩ với hai thanh bảo kiếm trấn yêu cùng nhau xông lên tiêu diệt yêu quái. Sau cái chết của yêu quái, Bích Dao Tiên Tử cũng biến mất. Cùng với sự ra đi của vị hôn thê Mộ Dung Tuyết, Cao Nhị không tiến thêm bước nữa cho đến mấy chục năm sau được gặp Dương Ngọc Hoàn (Bích Dao chuyển thế).

## Phân vai

### Hoàng Cung
- Lí Long Cơ vai Đường Cao Tổ (Lý Uyên)
- Trương Anh Tài vai Đường Cao Tông (Lý Trị)
- La Quán Lan vai Võ Tắc Thiên
- Quách Đức Tín vai Đường Trung Tông (Lý Hiển)
- Lạc Ứng Quân vai Đường Duệ Tông (Lý Đán)
- Trần Gia Nghi vai Trần Hậu
- Trần Hạo Dân vai Đường Minh Hoàng (Lý Long Cơ hay thường gọi là A Nhị ở đầu phim)
- Văn Tụng Nhàn vai Dương quý phi (Dương Ngọc Hoàn)

### Cao Gia
- La Lan vai Cao đại nương
- Mạch Trường Thanh vai Cao Lực Sĩ

### Mộ Dung Gia
- Liêu Khải Trí vai Mộ Dung Bạch
- Dương Di vai Mộ Dung Tuyết
- Trần Thụy Hoa vai Tiểu Thúy

### Thiên đình
- Văn Tụng Nhàn vai Bích Dao tiên tử
- Dư Tử Minh vai Thái Thượng Lão Quân
- Hạ Bình vai Liên Hoa tiên cô
- Phó Tử Hân vai Chức Nữ